# جيم باور سفن
جيم باور سڤن (بالإنجليزية: Game Power 7)‏ هي أول شركة عربية متخصصة في مجال نشر ومواءمة الألعاب الإلكترونية، تأسست عام 2007 وسرعان ما أطلقت لعبة أمل الشعوب، أول لعبة تم تعريبها وملاءمتها للجمهور العربي، ثم ازدادت القائمة مع ألعاب جديدة وإصدارات متعددة من الألعاب العالمية باللغة العربية.
تمثل الألعاب الإلكترونية المخصصة لأجهزة الحواسيب، جزءًا كبيرًا من منتجات الشركة البالغ عددها 12 لعبة، حيث تمكنت جيم باور سڤن بنجاح من تطبيق كافة عمليات التعريب والملاءمة المحلية، لتناسب ثقافة المجتمع العربي، وتراعي اختلاف أذواق اللاعبين وأنماط استخدامهم لها.
خلال أعوام قليلة من انطلاقة جيم باور سڤن، تجاوز عدد المسجلين ضمن شبكة ألعابها المليون مستخدم، في وقت تجاوزت أعداد المتطوعين في منصاتها 50 متطوع في أكثر من 22 دولة حول العالم.
تمتلك الشركة قسم متخصص بضبط المحتوى الأخلاقي في الألعاب، وهو الأول من نوعه بالمنطقة العربية، إلى جانب قسم الجودة والبحوث، الذي يشرف على عمليات العناية بالزبائن بشكل دوري، كما يعمل على إعداد أبحاث متخصصة بدراسة أنماط اللعب وتعرضهم للألعاب الإلكترونية.
تعاونت الشركة خلال سنوات عملها مع العديد من الشركات العالمية مثل Gamigo AG، وشركة Gala Lab، إلى جانب mail.ru، Siamgame، وغيرها الكثير.

## تاريخ الشركة
في عام 2007، أسس فادي مجاهد  شركة جيم باور سڤن، كأول شركة عربية تعمل في مجال نشر ومواءمة الألعاب الإلكترونية العربية، وكجزء من عدة مشاريع تابعة لمجموعة سبيستون الإعلامية المتخصصة في إنتاج وعرض برامج الأطفال، ثم بعد مرور عام كامل، أطلقت الشركة أولى ألعابها وهي لعبة أمل الشعوب (Rappelz)، لتكون بذلك أول لعبة عربية بالكامل خضعت لتعريب محتوياتها بما يتناسب مع الثقافة العربية، ولاقت نجاحًا كبيرًا خلال فترة قياسية، نظرًا لكونها تراعي خصوصية اللاعب العربي.
ومع تزايد الإقبال على الألعاب الإلكترونية، عربيًا وعالميًا، توسعت أعمال الشركة بشكل مضطرد، حيث قدمت مجموعة متنوعة من الألعاب، تستهدف جميع الفئات العمرية، لتغطي حاجة المجتمع العربي بشكل مدروس.
عام 2009، أطلقت الشركة أول لعبة أنمي عربية تحمل اسم عالم الأسرار (ASDA Story)، ولقيت رواجًا واسعًا بين أوساط اللاعبين، إضافة إلى لعبة كرة القدم (X-kick)، ثم قامت الشركة بإطلاق لعبة أرض المعارك (Ministry of War) عام 2010، تليها لعبة حضارات منسية (Cultures) عام 2011.
ومع دخول الشركة عامها الخامس، قامت بتعريب لعبة (Allods online)تحت اسم اللودز، والتي تعد واحدة من الألعاب المنافسة للعبة وورلد أوف ووركرافت، واعتبرت واحدة من الألعاب الأكثر تميزًا في العالم العربي آنذاك ، وكانت الشركة قد أشارت أيضًا عند إطلاق اللودز إلى بداية التحضير للإعلان عن أول لعبة تصويب جماعية عربيّة من نمط FPS حملت اسم أدرينالين (Peta City) وتضم خرائط لبلدان عربية منها خريطة الأهرامات في مصر، وخريطة دمشق القديمة في دمشق، إلى جانب وجود تعليق صوتي مرافق باللغة العربية واللهجات المحلية الشعبيّة.
وفي عام 2013، حصلت الشركة على جائزة أفضل شركة تعريب ألعاب في الشرق الأوسط وشمال أفريقيا ضمن الحفل السنوي لـ تي بريك، كما بلغ عدد الموظفين العاملين لديها في العام ذاته أكثر من 100 موظف، وحوالي 50 متطوع ضمن شبكة ألعابها، ثم أطلقت الشركة مجددًا لعبة أنمي جديدة عام 2014، تحمل اسم ارافيستا وهي النسخة العربية عن لعبة Fiesta online العالمية الصادرة عن شركة Gamigo الألمانية وتم نقلها إلى اللغة العربيّة بعد نجاحها في العديد من البلدان حول العالم.
في عام 2015، تجاوز رصيد جيم باور سڤن من ألعاب أجهزة الحاسب 7 ألعاب، تنوعت بين القتالية، الاستراتيجية، وغيرها، مع إطلاق إصدارات متعددة وصلت إلى أكثر من 12 إصدار للألعاب ذات الجماهيرية الواسعة، إلى جانب إطلاقها لعبة الحياة كأول لعبة تفاعلية عربية وهي تدمج العالمين الواقعي والافتراضي.
أما عام 2016، شهدت جيم باور سڤن تغييرات إدارية جديدة تم التخطيط لها لمدة عام كامل، تجلت في تعيين عمر شلق مديرًا تنفيذيًا للشركة، بعد تخلي فادي مجاهد المدير التنفيذي السابق للشركة عن منصبه. وركزت إستراتيجية الشركة خلال 2016 على تنشيط منصات ألعابها المتنوعة وإضافة التسلية والمرح بشكل أكبر على أجواء الألعاب، عبر إطلاق العديد من النشاطات الترفيهية المتتالية، منها كرنڤال جيم باور سڤن، ومسابقة ماسترز أمل الشعوب، والتي تعتبر أول مسابقة افتراضية عربية تجمع اللاعبين العرب حول العالم، يحصل في ختامها اللاعبون على جوائز نقدية مجزية تصل إلى 20 ألف درهم إماراتي، كما أعلنت الشركة عزمها إطلاق ثلاثة ألعاب موبايل خلال عامي 2017-2018.
وإلى جانب المسابقات الافتراضيّة، تنظم الشركة سنويًا مجموعة من الأنشطة على أرض الواقع في مختلف البلدان العربيّة، منها الجزائر، المغرب، جدة، أبوظبي، سوريا، إلى جانب مشاركتها في العديد من المؤتمرات والفعاليات المتخصصة في مجال التقنية والألعاب الإلكترونية حول العالم كسفير للألعاب الإلكترونية العربية، منها معرض MENA games المنعقد في بيروت صيف عام 2015.

## ألعاب الشركة
| اسم اللعبة                | تاريخ إطلاق اللعبة | حالة اللعبة                    | نوع اللعبة       |
| ------------------------- | ------------------ | ------------------------------ | ---------------- |
| أمل الشعوب                | 2008               | مستمرة                         | MMORPG           |
| اكس كيك                   | 2010               | أغلقت عام 2011                 | MMORPG كرة القدم |
| عالم الأسرار (Asda Story) | 2010               | أغلقت عام 2013                 | MMORPG أنمي      |
| لعبة كرة القدم            | 2010               | أغلقت عام 2012                 | MMORPG أنمي      |
| ارض المعارك               | 2010               | أغلقت عام 2013                 | متصفح            |
| حضارات منسية              | 2011               | اغلقت عام 2014                 | متصفح            |
| اللودز                    | 2012               | دمج مع النسخة الأجنبية في 2014 | MMORPG           |
| أدرينالين                 | 2014               | اغلقت عام 2017                 | MMOFPS           |
| ارافيستا                  | 2014               | مستمرة                         | MMORPG أنمي      |
| لعبة دمار أونلاين         | 2017               | مستمرة                         | لعبة موبايل      |
| أسياد الشرق               | 2017               | مستمرة                         | لعبة موبايل      |
| بانزر                     | 2018               | مستمرة                         | MMORPG           |
| فلايون                    | 2018               | مستمرة                         | MMORPG           |

### لعبة أمل الشعوب
تعتبر أمل الشعوب أول لعبة عربية بالكامل تُلعب مباشرة عبر الإنترنت، تستهدف كافة الفئات العمريّة، تجمع اللاعبين العرب حول العالم في مجتمع افتراضي. تدور أحداث اللعبة في عالم خيالي تسيطر فيه ثلاثة شعوب، هم شعب أمانيس، شعب أرماد وشعب أجوريا.
يعود تاريخ إطلاق اللعبة عالميًا والتي تحمل عنوان أمل الشعوب إلى عام 2006، في وقت حصلت جيم باور سـڤن على حقوق نشرها وتعريبها عام 2008، وهناك اختلاف بين النسخة العالمية والعربية من ناحية بعض الأسماء والمصطلحات المستخدمة، حيث عملت الشركة العربية على جعلها مناسبة للثقافة العربيّة بشكل أكبر، كما عملت جيم باور سـڤن على التعديل على الأزياء والرسومات في اللعبة بما يتلاءم مع العادات والتقاليد العربية.
تندرج اللعبة تحت نمط ألعاب MMORPG وهي من أكثر الألعاب العربية انتشارًا، حيث صُنفت عام 2013 بالمركز الثاني عن أكثر الألعاب شعبية بين اللاعبين العرب، وتضم عدد كبير من اللاعبين، كما تمتلك اللعبة في رصيدها أكثر من 12 إصدار متنوع.
يستطيع اللاعب اختيار شخصيته في اللعبة سواء ذكر أم أنثى، تمثله في الواقع الافتراضي، ثم يبدأ بعدها باختيار الملابس الملائمة والعتاد المناسب لها، تمهيدًا لأداء العديد من المهام الفردية، أو تشكيل فرق لخوض مبارزات جماعية متعددة، كما يمكنه الاستفادة من الاحتفاليات والمسابقات لتطوير أدائه في اللعبة، والحصول على أدوات جديدة. تشكل اللعبة عالم واسع يحوي العديد من الوحوش الأسطورية الموجودة في أماكن تتنوع بين الواقعية والخيالية.

### لعبة أدرينالين
أول لعبة رماية عربيّة ثلاثية الأبعاد من المنظور الأول للشخص FPS. تحاكي قصة أدرينالين نتائج اندلاع حروب نووية وصراعات بين دول العالم أدت إلى تدمير كوكب الأرض وفرضت على البشرية نوع جديد من الحياة، فكانت معاهدة القطب الشمالي الأمل الأخير لحفظ ما تبقى من الجنس البشري مع انحسار الموارد، إلا أن الاقتتال على مصدر الطاقة الذي ظهر مؤخراً بدأ من جديد.
تتميز اللعبة بالأداء الصوتي العربي ووجود لهجات محلية متنوعة إلى جانب اللغة العربية الفصحى، كما تضم اللعبة مجموعة من الخرائط لأماكن عربية مشهورة، منها خريطة الأهرامات القديمة، وخريطة دمشق القديمة، إلى جانب الأماكن الأخرى مثل المدينة الصناعية وخريطة القطاع 7 والخريطة الأكثر شعبية وهي المصيدة، وخريطة منزل الرعب.وهناك العديد من الانماط بالعبة وهي نمط الراية ونمط السلاح الابيض
تحاكي لعبة أدرينالين الواقع من حيث أنواع الأسلحة المتوفرة في اللعبة، إلى جانب وجود أسلحة خيالية وأخرى متطورة تكنولوجيًا، كما تحوي اللعبة أنماط لعب متنوعة، كنمط الزومبي.

### لعبة ارافيستا
لعبة عربية جماعية متاحة عبر شبكة الإنترنت، تدور أحداثها في كوكب خيالي يحكمه ملك عادل وقوي يحبه شعبه كثيراً ويبادله الجميع الاحترام والوفاء، إلا أنّ جشع الآخرين كان السبب وراء موت هذا الملك، مما دفع بفرسانه إلى مواجهة الأشرار ومقارعة الوحوش الضارية بهدف إعادة السلم والأمان إلى الكوكب.
تحتوي ارافيستا خمسة اختصاصات مختلفة كل منها يتمتع بمهارات خاصة مع ثلاثة تطويرات لكل اختصاص يستخدمها اللاعبون لتخطي مجموعة من المهام المتنوعة، ويبقى نظام عهد الوفاء من الإضافات التي تتميز بها اللعبة، فتمنح اللاعب خصائص أكثر عند مشاركته مع أصدقائه في المهام الثنائية.
وتضم ارافيستا ميادين خاصة للمنافسات بين اللاعبين، تتيح الفرصة للمبتدئين بالتطور السريع ومواجهة الوحوش أو لاعبين آخرين.
وخضعت لعبة ارافيستا العربية إلى الاختبار من قبل عدد محدد من اللاعبين في المرحلة التجريبية المغلقة، ثم شمل الاختبار عدد أكبر من اللاعبين في المرحلة التجريبية المفتوحة، ليتم إطلاقها رسميًا إلى جميع اللاعبين العرب.

### لعبة دمار أونلاين
أطلقت جيم باور سـڤن، لعبة الموبايل العربيّة «دمار أونلاين» وجاء ذلك بعدما خضعت اللعبة لسلسلة من الاختبارات المكثفة خلال المرحلتين التجريبيتين المغلقة والمفتوحة.
وتندرج دمار أونلاين ضمن فئة الألعاب الاستراتيجية التي تركّز في جوهرها على البناء، أو كما تُعرف باسم"combat city builder"، حيث يستطيع اللاعب بناء مملكته الخاصة، تطويرها، والدفاع عنها ضد الهجمات المتوقعة من اللاعبين الآخرين، وهي تتشابه من هذه الناحية مع لعبة كلاش أوف كلانز العالمية.
وتضم دمار أونلاين عشرة شخصيات رئيسية تختلف من حيث مهاراتها كذلك قوتها؛ فبعضها يمتلك قدرة قتالية وتدميرية عالية، وبعضها الآخر يشكّل عنصرًا أساسيًا سيحتاج إليه اللاعب في بناء حصونه وتطويرها، وهو ما يحتمّ عليه البحث عن الموارد كالذهب، ليحصل عليها عبر تنفيذه هجمات مدورسة على الخصوم وتدمير حصونهم.
اختيار الأبنية المناسبة وطريقة التشييد الصحيحة، تمثل بلا شك نقطة قوّة للاعب، وعليه أن يُدرك تمامًا الوظيفة الأساسيّة لكل مبنى، فالمقهى أساسيّ لاستدعاء الجنود، والبنك لابد من تشييده لحفظ الموارد، أمّا المخبر فسيساعده على زيادة صحته لضمان استمراره وعدم تعرضه للهزيمة.
تتطلب دمار أونلاين مهارات إستراتيجية لدى اللاعب، وهو ما سيساعده على تحديد الوقت المناسب للهجوم، واختيار أفضل الطرق وأسرعها لتطوير مملكته، وعبر استمراره في اللعب، سيتمكن من زيادة موارده ثم استثمارها في تعزيز دفاعته وتطوير حصنه.
ما يضيف متعة أكبر إلى اللعبة هو وجود أكثر من نظام يساعد اللاعب على تحسين أدائه، كنظام القتال الثنائي، ونظام تطوير المباني والجنود، كذلك نظام الصداقة الذي يتيح له مشاركة صديقه شخصية واحدة من اختياره تساعده في الهجمات التي ينفذها على الخصوم الآخرين.

### لعبة أسياد الشرق
```
لعبة موبايل عربيّة إستراتيجية، تحكي قصة صراعات شهدتها إمبراطورية الصين القديمة أدّت إلى انقسامها إلى ثلاث ممالك، لتبدأ هنا مهمّة اللاعب في التصديّ لقوى الشرّ بهدف إحلال السلام في ربوع البلاد ثم إعادة توحيدها.
```

يجسد اللاعب في أسياد الشرق شخصية محارب صينيّ يختارها من بين 6 شخصيات مختلفة فور تسجيل دخوله، قبل أن يبدأ في الخوض بتفاصيل 24 فصل في القصة تنقسم كل منها إلى 12 معركة متتالية، يحتاج فيها اللاعب إلى التخطيط المحكم، يبتعه الاختيار الدقيق لعناصر جيشه.
```
تضم أسياد الشرق أكثر من 450 شخصية قتاليّة يحصل عليها بهيئة بطاقات لعب، وتتفاوت بقوتها إلى خمسة درجات هي الأسود، الأزرق، الفضي، الذهبي، الكريستالي. يحقّ للاعب اختيار خمسة بطاقات فقط عند تكوين جيشه الخاصّ، ثم شنّ الهجوم على الخصم في معركة تُشكل خياراته الذكيّة الفيصل في حسمها لصالحه وإلحاق هزيمة نكراء بخصمه.
```

معادلة الفوز في أسياد الشرق واضحة، والبقاء للقائد المُحنك، أمّا المساعدات والهدايا موجودة بشكل دوري، وتحفز اللاعب على المُضي قدمًا في خطته العسكريّة نحو تحقيق النصر ونشر السلام.

### لعبة بانزر
لعبة أونلاين جماعية عربيّة، تمثل تجربة ثورية في مجال الألعاب الإلكترونيّة العربيّة، تعمل بمحرك CryEngine3، وهي من تطوير استديو Panzar في روسيا ونشر شركة Game Power 7.
تنتمي لعبة بانزر إلى نمط الألعاب الجماعية أو MOBA، يؤدي فيها اللاعب دور شخصية قتالية يختارها من بين 8 شخصيات تختلف من ناحية الخصائص والمهارات الدفاعية وكذلك الهجوميّة.
تتعدد أنماط اللعب في بانزر، وتختلف معها مهمة اللاعب والمكان الذي يتعين عليه القتال فيه، فالتضاريس المختلفة تضع اللاعب أمام تحدٍ جديد يفرض عليه البحث عن تكتيكات قتالية جديدة باستمرار، كي يضمن إحراز النصر ثم كسب النقاط ويحقق تقدمًا في اللعبة.
ويستطيع اللاعب الاختيار ما بين القتال بمفرده أو ضمن فريق، فيما تعتبر تجربة اللعب الجماعي بحد ذاتها مسلية للغاية، وما يزيد من صعوبة اللعب هو تنوع الشخصيات القتالية بين مهندس، همجي، مبارز، وغيرها، والذي يرفع بدوره من أهمية التخطيط المُسبق خاصةً في المواجهات الفردية ضمن نمط المعارك الجماعية.

### لعبة فلايون
```
لعبة جماعية عربية من نمط الأنمي، تُقدم تجربة جديدة في عالم خيالي واسع يختار فيه اللاعب شخصية واحدة من بين ثلاث شخصيات تختلف في خصائصها ومظهرها العام، ليبدأ بعد ذلك مغامرته في أرض أسطورية مهمته الأساسيّة فيها القضاء على الوحوش والزعماء.
[
17
]
```

تنتميّ فلايون إلى نمط ألعاب MMORPG، ويستطيع اللاعب فيها بناء شخصيته الافتراضية، ثم خوض المعارك، بهدف تطوير قدراته القتاليّة، وزيادة مستوى خبرته تدريجيًا ضمن اللعبة.
يصل عدد المستويات في فلايون إلى 700 مستوى، تتصاعد في صعوبتها، وتتفاوت من ناحية عدد المهمات التي تتضمنها، وهو ما يحتّم على اللاعب البحث عن أساليب لعب جديدة، ويتطلب منه خوض تحالفات مع أصدقائه سعيًا للتقدم السريع في اللعبة وتحقيق إنجازات عديدة تنعكس على زيادة التسلية والمرح.
تعتبر خاصية الطيران واحدة من الميزات الأساسيّة في اللعبة، ويستطيع اللاعب اختبار تجربة التحليق فوق السحاب من على ظهر المكنسة السحرية، كما في الأفلام الخيالية تمامًا، وهو ما سيساعده أيضًا في اكتشاف المناطق البعيدة بسرعة أكبر، والهروب من الوحوش عند احتدام شدة القتال.
وكخيار آخر للتنقّل، يستطيع اللاعب ركوب المرافقين أو الاستفادة من قوتهم في هزيمة الوحوش والقضاء على الزعماء، لكن ذلك لا يُغني عن أهمية التأكد من قوة الأدوات التي بحوزته، والتفكير بالأسلوب القتالي الأنسب، ثم اختيار التوقيت الملائم لبدء المعركة.
تضم فلايون مجموعة متنوعة من المهمات، بعضها يستدعي القضاء على عدد محدد من الوحوش وهو ما يزيد من خبرة اللاعب ويكسبه بعض النقاط والذهب التي تساعده في التقدم بسرعة في اللعبة، ويحصل اللاعب على جميع المهمات عبر المساعدين المنتشرين في أرجاء اللعبة.

## الجوائز
حصدت جيم باور سڤن عدة جوائز من جموعة شركات ومبادرات عربية وعالمية، خلال عشرة أعوام من العمل في مجال صناعة الألعاب الإلكترونية، منها جائزة الإبداع في الرؤية المستقبلية لعام 2015 من مؤسسة Frost & Sullivan، إلى جانب جائزة أفضل شركة تعريب ألعاب في الشرق الأوسط وشمال إفريقيا خلال الحفل السنوي لـ تي بريك عام 2013، وفي العام ذاته حصلت الشركة على خمس جوائز خلال مهرجان ألعاب الأونلاين في العالم العربي، حيث توّجت في المركز الأول عن فئة أفضل شركة نشر وتطوير ألعاب عربية بين 30 شركة منافسة، في حين حازت لعبة أمل الشعوب على جائزة المركز الثاني لفئة أكثر الألعاب شعبية بين العرب، وفي المركز الثالث صُنفت لعبة اللودز عن فئة أفضل لعبة من ناحية الرسوم (الجرافيكس) كما نافست اللودز ألعاب الفيسبوك وحصلت على المركز الرابع لفئة أفضل لعبة لدى المستخدم، وهو المركز نفسه التي حصلت عليه لعبة حضارات منسية إنما عن فئة أفضل لعبة متصفح شعبية في العالم العربي من بين 274 لعبة منافسة.
في عام 2017، حصدت الشركة جائزة فروست آند سوليڤان عن فئة أفضل مطور ألعاب إلكترونية في الإمارات العربية المتحدة.

## برنامج المحتوى الأخلاقي
تمتلك جيم باور سڤن قسم متخصص بإنتاج ونشر المحتوى الأخلاقي مهمته المحافظة على القيم العربية، وضبط المحتوى المقدم في الألعاب، فضلاً عن ربط النشئ العربي بتاريخه ولغته وحضارته العربية. ينظم القسم مايزيد عن 60 احتفالية ومناسبة خاصة من خلال الألعاب ووسائل التواصل الاجتماعي على مدار السنة تشمل الأعياد الوطنية للبلدان العربية والمناسبات العالمية مثل اليوم العالمي للكتاب، اليوم العالمي للإسعافات الأولية، يوم البيئة، اليوم العالمي لحقوق الإنسان، وغيرها. وتتبنى الشركة عبر هذه البرامج معالجة السلوكيات الخاطئة التي قد يتطبع بها مرتادي ألعاب الأونلاين، ثم تعزيز الحس الوطني والانتماء الإنساني للشباب العربي وتشجعهم ليكونوا فاعلين في مجتمعاتهم بشكل أكبر.

## أكاديمية جيم باور سڤن
في عام 2014، أسست الشركة أكاديمية جيم باور سڤن متخصصة بتأهيل وتدريب الموظفين، في العديد من المجالات الإدارية والتخصصية، ويحصل المنتسب إلى الأكاديمية على شهادة موثقة من الشركة بعد اجتيازه الاختبار النهائي، كما يساعد التدريب في تحسين الدرجة الوظيفية للموظف داخل الشركة أو عند الانتقال للعمل في شركات أخرى.